# Thổ Thành
Thổ Thành (tiếng Trung: 土城區; bính âm: Tǔchéng Qū; Bạch thoại tự: Thô͘-siâⁿ-khu) là một khu (quận) của thành phố Tân Bắc, Trung Hoa Dân Quốc (Đài Loan). Địa bàn Thổ Thành trước đây là khu vực nông thôn và hiện đang được đô thị hóa mạnh mẽ.